# Braulio Carrillo Colina
Pour les articles homonymes, voir Carrillo.
Braulio Carrillo Colina (né le 20 mars 1800 à Cartago, assassiné le 15 mai 1845 au Salvador), est un homme d'État, fut président du Costa Rica de 1838 à 1842.

## Hommages
Il donna son nom au parc naturel costaricien Braulio Carrillo.